# Ball (T.I.)
Ball è un singolo del rapper statunitense T.I., pubblicato nel 2012 ed estratto dall'album Trouble Man: Heavy Is the Head. Il brano è stato inciso con la collaborazione di Lil Wayne.

## Tracce
- Download digitale

1. Ball – 3:25